# Andrônico Calisto
Andrônico Calisto (em latim: Andronicus Callistus; em grego: Ανδρόνικος Κάλλιστος) foi um dos mais competentes acadêmicos gregos do século XV e primo do também famoso Teodoro Gaza

## Vida e obras
Nascido na Tessalônica, ele trabalhou como professor em Roma, Bolonha, Florença e Paris, além de ter viajado extensamente na Europa Setentrional. Ele morreu no Reino da Inglaterra em 1476.
Entre as suas obras está uma defesa da posição de Teodoro Gaza contra as críticas de Miguel Apostolius (Andronicus Callistus Defensio Theodori Gazae adversus Michaelem Apostolium).